# Anaglyptus scolopax
Anaglyptus scolopax là một loài bọ cánh cứng trong họ Cerambycidae.